# Parafia św. Matki Teresy z Kalkuty w Chełmie
Parafia świętej Matki Teresy z Kalkuty – parafia rzymskokatolicka w Chełmie, należąca do archidiecezji lubelskiej i Dekanatu Chełm – Zachód. Mieści się przy ulicy Kochanowskiego.

## Historia
Parafia została erygowana 22 lutego 2006 roku dekretem abp. Jozefa Życińskiego. W maju postawiono kaplicę, która w lipcu została poświęcona wraz z placem pod budowę. Kościół zbudowano w latach 2007–2013. Konsekracja odbyła się 21 października 2017 roku, której dokonał abp Stanisław Budzik. 4 lipca 2021 roku do parafii zostały wprowadzone relikwie 1. stopnia patronki - Św. Matki Teresy z Kalkuty. W 2021 roku także rozpoczęto tworzenie polichromii w prezbiterium. Uroczyste poświęcenie fresku przez abp Stanisława Budzika odbyło się 23 stycznia 2022 roku

## Proboszczowie
- ks. kan. Dariusz Tkaczyk (od 22 lutego 2006)[1]

## Zasięg parafii
- Chełm – ulice: Astrowa, Azaliowa, Białowieska, Bogdanowicza, Bratkowa, Broniewskiego, Brzozowskiego, Budowlana, Ceramiczna, Chełmońskiego, Czernickiego, Farbiszewskiej, Fiołkowa, Fredry, Glogera, Głowackiego, Hempel, I Korpusu Pancernego, Irysowa, Janowskiego, Jaraczewskiej, Jaśminowa, Kaszubska, Kochanowskiego, Kolberga, Kołłątaja, Konwaliowa, Kossaka, Krajobrazowa, Krańcowa, Krasickiego, Kraszewskiego, Krokusowa, Kujawska, Kunickiego, Makowa, Malowane, Mazowiecka, Mazurska, Medyńskiej, Mimozy, Narcyzowa, Norwida, Orlińskiej, Piaskowa, Podgórze, Poleska, Pomorska, Rejowiecka, Różana, Rzewuskiego, Skłodowskiej, Storczykowa, Sybiraków, Szarotki, Szpitalna, Tulipanowa, Tuwima, Ułanów, Wielkopolska, Wincentego Zygmunta, Witosa, Włodawska, Wrzosowa, Wyspiańskiego, Zapolskiej.